# Bless Amada
Bless Amada (geboren am 29. Mai 1997 in Lomé, Togo) ist ein deutscher Schauspieler.

## Leben
Bless Amada, als Blaise Amada geboren, wuchs in Lomé, der Hauptstadt Togos, auf. Mit zehn Jahren zog er zu seinem Vater, einem westafrikanischen Musiker und Trommler, nach München. Er wollte schon als Kind und Jugendlicher Schauspieler werden, begann nach seiner Schulausbildung jedoch zunächst eine Ausbildung zum Elektroniker für Energie- und Gebäudetechnik, die er aber nicht abschloss.
Von 2017 bis 2021 absolvierte er an der Otto-Falckenberg-Schule in München, an der er nach seinem Vorsprechen sofort angenommen wurde, seine Schauspielausbildung. In der Spielzeit 2019/20 übernahm er an den Münchner Kammerspielen die Rolle des Wotan in Elfriede Jelineks Bühnenessay rein GOLD.
Seit der Spielzeit 2021/22 gehört er dem Ensemble des Wiener Burgtheaters an. Im Oktober 2021 debütierte er am Akademietheater, an der Seite von Sabine Haupt und Mavie Hörbiger, als Henri in der österreichischen Erstaufführung von Moskitos, einem Stück der zeitgenössischen britischen Autorin Lucy Kirkwood. In der Spielzeit 2021/22 war er am Burgtheater als Arzt Doctor Michael Copley in Robert Ickes Die Ärztin, einer Bearbeitung von Arthur Schnitzlers Professor Bernhardi, zu sehen. In der Spielzeit 2022/23 übernahm er am Wiener Akademietheater die Rolle des Krankenpflegers und früheren Travestie-Stars Belize in Tony Kushners Theaterstück Engel in Amerika. Im Sommer 2023 spielte er unter der Regie von Pınar Karabulut bei Nibelungenfestspielen Worms den Odin in Maria Milisavljevićs Theaterstück Brynhild.
Amada arbeitet auch für Film und Fernsehen. Im ZDF-Zweiteiler Waldgericht – Ein Schwarzwaldkrimi (2021) verkörperte er den aus Ghana stammenden „kindlich abergläubische[n]“ Flüchtling Zikomo Sabaly. In der Netflix-Mystery-Serie Kitz (2021) spielte er Dominik Reid, den „wenigstens leicht reflektierten“ Boyfriend der Influencerin und Millionärstochter Vanessa von Höhenfeldt (Valerie Huber). Im Münchner Polizeiruf 110: Little Boxes (2023) war er als schwuler Polizeiermittler Otto Ikwuakwu zu sehen.
Amada bezeichnet sich selbst als religiösen Menschen, der aus seinem Glauben an Gott Kraft für seine Arbeit gewinnt. Er lebt aktuell (Stand: Mai 2025) in Wien und München.

## Auszeichnung
- 2020: Proskenion-Nachwuchsförderpreis für Darstellende Künste

## Filmografie (Auswahl)
- 2021: Waldgericht – Ein Schwarzwaldkrimi (Fernsehfilm)
- 2021: Um Himmels Willen – Gerüchte (Fernsehserie)
- 2021: Heute stirbt hier Kainer (Fernsehfilm)
- 2021: Beckenrand Sheriff (Fernsehfilm)
- 2021: Toni, männlich, Hebamme – Nestflucht (Fernsehreihe)
- 2021: Die Chefin – Söhne (Fernsehserie)
- 2021: Kitz (Netflix-Serie, 6 Folgen)
- 2023: Polizeiruf 110: Little Boxes (Fernsehreihe)
- 2024: Angemessen Angry (Fernsehserie, 5 Folgen)
- 2025: Tatort: Fiderallala (Fernsehreihe)

## Hörspiel
- 2020: Die vier Leben des NeShawn Plummer (Hörspiel-Podcast, WDR)[20]